# 特倫頓鎮區 (堪薩斯州愛德華茲縣)
特倫頓鎮區（英語：Trenton Township）為美國堪薩斯州愛德華茲縣轄下的鎮區。2010年美国人口普查中此鎮區人口有274人。

## 地理
特倫頓鎮區涵蓋總面積為136.5平方（52.70平方英里），其中陸地面積為136.5平方（52.70平方英里），水域面積為0平方（0.00平方英里）或0.00%。海拔高度680（2,230英尺）。

## 人口統計
根據2010年美國人口普查，特倫頓鎮區人口有274人，其中男性有129人，女性有145人，人口密度為每平方公里2.01人，住房計128戶。鎮區內的白人有252人，非裔美國人有0人，美洲原住民有6人，亞裔美國人有0人，太平洋島裔美國人有0人，其他種族有14人，混血種族則有2人。此外鎮區內有35人為西班牙裔或拉丁裔美國人。此鎮區之年齡中位數為43.3歲，而男性年齡中位數為46.8歲，女性年齡中位數為39.3歲。

## 交通

### 主要公路
- 56號美國國道